# Жарково (футбольний клуб)
Футбольний клуб Жарково або просто Жарково (серб. Фудбалски клуб Жарково) — професійний сербський футбольний клуб з міста Белград. Зараз команда виступає в Сербській лізі Белград, третьому за значимістю чемпіонаті Сербії.

## Історія
Клуб було засновано в далекому 1925 році. Дуже швидко ФК «Жарково» став відомим завдяки своїй футбольній академії. Першою назвою клубу напередодні початку Другої світової війни був «Жарковачський клуб Соколів Югославії - Жарково». З 1934 року він виступав під назвою «Жарковачський клуб Соколів - Жарково», а з 1941 року — виступає під своєю нинішньою назвою, ФК «Жарково».
У 2009/10 років команда виграла Белградську зональну лігу, а починаючи з сезону 2010/11 років виступає в Сербській лізі Белград.

## Досягнення
- Белградська окружна ліга
  -  Чемпіон (1): 2009/10

## Відомі гравці
- Александар Брджанин